# Hrabstwo Henry (Illinois)

Piramida wieku hrabstwa

Hrabstwo Henry – hrabstwo w USA, w stanie Illinois, według spisu z 2000 roku liczba ludności wynosiła 51 020. Siedzibą hrabstwa jest Cambridge.
Hrabstwo jest jednym z czterech obok Davenport-Moline-Rock Island hrabstw tworzących jeden obszar metropolitalny USA.

## Geografia
Według spisu hrabstwo zajmuje powierzchnię 2138 km², z czego  2132 km² stanowią lądy, a 6 km² (0,29%) stanowią wody. Jest to 29 pod względem wielkości hrabstwo stanu Illinois
Teren hrabstwa jest płaski, leżący na wysokości od 650 stóp n.p.m. na północno zachodzie hrabstwa do 850 na południowym wschodzie. Ziemia w hrabstwie jest w 86,7% użytkowana rolniczo.

### Sąsiednie hrabstwa
- Hrabstwo Whiteside – północny wschód
- Hrabstwo Bureau – wschód
- Hrabstwo Stark – południowy wschód
- Hrabstwo Knox – południe
- Hrabstwo Mercer -zachód
- Hrabstwo Rock Island -północny zachód

Stan Illinois na mapie USA

## Historia
Hrabstwo Henry powstało w 1826 z ziem należących do Hrabstwa Fulton. Swoją nazwę obrała na cześć Patrica Henry, uczestnika wojny o niepodległość Stanów Zjednoczonych, który odznaczał się tworzeniem własnych praw. Jemu przypisuje się slogan daj mi wolność lub daj mi śmierć

## Demografia
Według spisu z 2000 roku hrabstwo zamieszkuje 51 020 osób, które tworzą 20 056 gospodarstw domowych oraz 14 299 rodzin. Gęstość zaludnienia wynosi 24 osób/km². Na terenie hrabstwa jest 21 270 budynków mieszkalnych o częstości występowania wynoszącej 10 budynków/km². Hrabstwo zamieszkuje 96,19% ludności białej, 1,14% ludności czarnej, 0,10% rdzennych mieszkańców Ameryki, 0,25% Azjatów, 0,01% mieszkańców Pacyfiku, 1,31% ludności innej rasy oraz 0,99% ludności wywodzącej się z dwóch lub więcej ras, 2,88% ludności to Hiszpanie, Latynosi lub inni.
W hrabstwie znajduje się 20 056 gospodarstw domowych, w których 31,80% stanowią dzieci poniżej 18 roku życia mieszkający z rodzicami, 60,00% małżeństwa mieszkające wspólnie, 8,00% stanowią samotne matki oraz 28,70% to osoby nie posiadające rodziny. 25,10% wszystkich gospodarstw domowych składa się z jednej osoby oraz 13,20% żyje samotnie i ma powyżej 65 roku życia. Średnia wielkość gospodarstwa domowego wynosi 2,51 osoby, a rodziny wynosi 3,00 osoby.
Przedział wiekowy populacji hrabstwa kształtuje się następująco: 25,30% osób poniżej 18 roku życia, 7,70% pomiędzy 18 a 24 rokiem życia, 26,40% pomiędzy 25 a 44 rokiem życia, 24,30% pomiędzy 45 a 64 rokiem życia oraz 16,30% osób powyżej 65 roku życia. Średni wiek populacji wynosi 39 lat. Na każde 100 kobiet przypada 96,10 mężczyzn. Na każde 100 kobiet powyżej 18 roku życia przypada 92,50 mężczyzn.
Średni dochód dla gospodarstwa domowego wynosi 39 854 USD, a średni dochód dla rodziny wynosi 48 413 dolarów. Mężczyźni osiągają średni dochód w wysokości 34 436 dolarów, a kobiety 21 757 dolarów. Średni dochód na osobę w hrabstwie wynosi 18 716 dolarów. Około 5,60% rodzin oraz 8,00% ludności żyje poniżej minimum socjalnego, z tego 10,50% poniżej 18 roku życia oraz 6,60% powyżej 65 roku życia.

## Miasta
- Annawan
- Atkinson
- Colona
- Galva
- Geneseo
- Kewanee

## Wioski
- Alpha
- Andover
- Bishop Hill
- Cambridge
- Cleveland
- Hooppole
- Orion
- Woodhull